# Michael Murphy (hockey sur glace)
Ne pas confondre avec Mike Murphy né en 1989
Pour les articles homonymes, voir Murphy, Michael Murphy et Mike Murphy.
Michael John Murphy (né le 12 septembre 1950 à Toronto, dans la province de l'Ontario au Canada) est un joueur professionnel et entraîneur retraité de hockey sur glace. Il est l'oncle du joueur de hockey professionnel, Julian Melchiori.

## Carrière de joueur
Après deux saisons au niveau junior avec les Marlboros de Toronto de l'Association de hockey de l'Ontario, Murphy est réclamé par le Rangers de New York au deuxième tour du repêchage de 1970 de la Ligue nationale de hockey. Il rejoint dès lors les Knights d'Omaha de la Ligue centrale de hockey où il remporte au terme de la saison le titre de recrue de l'année.
Incapable de se tailler un poste avec les Rangers la saison suivante, il refuse de poursuivre pour une saison supplémentaire à Omaha et décide plutôt de retourner dans sa ville natale où il se trouve un emploi de vendeur de voiture usagé. Les Rangers réagissent alors en l'échangeant rapidement aux Blues de Saint-Louis et Murphy accepte de rejoindre sa nouvelle équipe.
L'ailier droit se trouve immédiatement un poste dans la LNH et passe deux saisons avec les Blues avant d'être échangé aux Rangers où il reste deux ans, puis rejoint en 1973 les Kings de Los Angeles avec qui il évolue jusqu'en 1983, année où il annonce son retrait de la compétition.
Au niveau international, il représente le Canada lors du championnat du monde de 1978.

### Carrière d'entraîneur
Après avoir pris sa retraite, il devient entraîneur adjoint des Kings et occupe cette fonction durant trois saisons. Au cours de cette dernière saison, il est nommé entraîneur-chef de l'équipe lorsque les Kings congédient Pat Quinn. Après n'avoir récolté que sept victoires en 27 rencontres en 1987-1988, il est congédié à son tour et remplacé par Robbie Ftorek.
Il ne reste pas sans emploi longtemps puisqu'à l'automne suivante, il accepte le poste d'adjoint chez les Canucks de Vancouver et reste en fonction durant deux saisons. Après un passage d'une saison en 1990-1991 avec les Admirals de Milwaukee où l'équipe s'incline au premier tour des séries éliminatoires, Murphy revient à la LNH en tant qu'assistant-entraîneur des Maple Leafs de Toronto. Il passe trois saisons avec les Leafs avant d'occuper les mêmes fonctions durant deux ans chez les Rangers.
En 1996, il effectue un retour avec les Maple Leafs, mais cette fois en tant qu'entraîneur-chef de l'équipe. Les Leafs ne réussirent pas à se qualifier pour les séries au cours des deux saisons que Murphy passe à la barre de l'équipe et ceci lui coûte son emploi.
Avec l'expérience de hockey accumulé, il retient l'attention de la LNH en 1999 et se fait offrir le poste de vice-président des opérations hockey au bureau de la ligue.

## Statistiques
| Saison     | Équipe               | Ligue      |     | Saison régulière | Saison régulière | Saison régulière | Saison régulière | Saison régulière |    | Séries éliminatoires | Séries éliminatoires | Séries éliminatoires | Séries éliminatoires | Séries éliminatoires |
| Saison     | Équipe               | Ligue      | PJ  | B                | A                | Pts              | Pun              | PJ               | B  | A                    | Pts                  | Pun                  |                      |                      |
| 1968-1969  | Marlboros de Toronto | AHO        | 44  | 16               | 23               | 39               | 53               | 6                | 1  | 4                    | 5                    | 6                    |                      |                      |
| 1969-1970  | Marlboros de Toronto | AHO        | 54  | 23               | 27               | 50               | 68               | 6                | 7  | 6                    | 13                   | 16                   |                      |                      |
| 1970-1971  | Knights d'Omaha      | LCH        | 59  | 24               | 47               | 71               | 37               | 11               | 4  | 8                    | 12                   | 17                   |                      |                      |
| 1971-1972  | Knights d'Omaha      | LCH        | 8   | 1                | 4                | 5                | 12               |                  |    |                      |                      |                      |                      |                      |
| 1971-1972  | Blues de Saint-Louis | LNH        | 63  | 20               | 23               | 43               | 19               | 11               | 2  | 3                    | 5                    | 6                    |                      |                      |
| 1972-1973  | Blues de Saint-Louis | LNH        | 64  | 18               | 27               | 45               | 48               |                  |    |                      |                      |                      |                      |                      |
| 1972-1973  | Rangers de New York  | LNH        | 15  | 4                | 4                | 8                | 5                | 10               | 0  | 0                    | 0                    | 0                    |                      |                      |
| 1973-1974  | Rangers de New York  | LNH        | 16  | 2                | 1                | 3                | 0                |                  |    |                      |                      |                      |                      |                      |
| 1973-1974  | Kings de Los Angeles | LNH        | 53  | 13               | 16               | 29               | 38               | 5                | 0  | 4                    | 4                    | 0                    |                      |                      |
| 1974-1975  | Kings de Los Angeles | LNH        | 78  | 30               | 38               | 68               | 44               | 3                | 3  | 0                    | 3                    | 4                    |                      |                      |
| 1975-1976  | Kings de Los Angeles | LNH        | 80  | 26               | 42               | 68               | 61               | 9                | 1  | 4                    | 5                    | 6                    |                      |                      |
| 1976-1977  | Kings de Los Angeles | LNH        | 76  | 25               | 36               | 61               | 58               | 9                | 4  | 9                    | 13                   | 4                    |                      |                      |
| 1977-1978  | Kings de Los Angeles | LNH        | 72  | 20               | 36               | 56               | 48               | 2                | 0  | 0                    | 0                    | 0                    |                      |                      |
| 1978-1979  | Kings de Los Angeles | LNH        | 64  | 16               | 29               | 45               | 38               | 2                | 0  | 1                    | 1                    | 0                    |                      |                      |
| 1979-1980  | Kings de Los Angeles | LNH        | 80  | 27               | 22               | 49               | 29               | 4                | 1  | 0                    | 1                    | 2                    |                      |                      |
| 1980-1981  | Kings de Los Angeles | LNH        | 68  | 16               | 23               | 39               | 54               | 1                | 0  | 1                    | 1                    | 0                    |                      |                      |
| 1981-1982  | Kings de Los Angeles | LNH        | 28  | 5                | 10               | 15               | 20               | 10               | 2  | 1                    | 3                    | 32                   |                      |                      |
| 1982-1983  | Kings de Los Angeles | LNH        | 74  | 16               | 11               | 27               | 52               |                  |    |                      |                      |                      |                      |                      |
| Totaux LNH | Totaux LNH           | Totaux LNH | 831 | 238              | 318              | 556              | 514              | 66               | 13 | 23                   | 36                   | 54                   |                      |                      |

### Statistiques en équipe nationale
| Année | Équipe | Compétition          |    | PJ | B | A | Pts | Pun                |  | Résultats |
| 1978  | Canada | Championnat du monde | 10 | 1  | 4 | 5 | 16  | Médaille de bronze |  |           |

### Statistiques d'entraîneur
| Année     | Équipe                 | Compétition |    | PJ | V  | D | N | Pr                  |  | Séries éliminatoires |
| 1986-1987 | Kings de Los Angeles   | LNH         | 38 | 13 | 21 | 4 | — | défaite au 1er tour |  |                      |
| 1987-1988 | Kings de Los Angeles   | LNH         | 27 | 7  | 16 | 4 | — | --                  |  |                      |
| 1990-1991 | Admirals de Milwaukee  | LIH         | 82 | 36 | 43 | 0 | 3 | défaite au 1er tour |  |                      |
| 1996-1997 | Maple Leafs de Toronto | LNH         | 82 | 30 | 44 | 8 | — | Non qualifiés       |  |                      |
| 1998-1999 | Maple Leafs de Toronto | LNH         | 82 | 30 | 43 | 9 | — | Non qualifiés       |  |                      |

## Honneurs et trophées
- Ligue centrale de hockey
  - Nommé dans la deuxième équipe d'étoiles en 1971.
  - Vainqueur du trophée Ken-McKenzie remis au joueur recrue par excellence en 1971.
- Ligue nationale de hockey
  - Invité au 32e Match des étoiles en 1980.

## Transaction en carrière
- 1970 : réclamé par les Rangers de New York (2e choix de l'équipe, 25e au total).
- 15 novembre 1971 : échangé par les Rangers avec Jack Egers et André Dupont aux Blues de Saint-Louis en retour de Gene Carr, Jim Lorentz et Wayne Connelly.
- 2 mars 1973 : échangé par les Blues aux Rangers de New York en retour d'Ab DeMarco Jr..
- 30 novembre 1973 : échangé par les Rangers avec Sheldon Kannegiesser et Tom Williams aux Kings de Los Angeles en retour de Gilles Marcotte et Réal Lemieux.